# 聖戒
聖戒（しょうかい、弘長元年（1261年）- 元亨3年2月15日（1323年3月22日））は、鎌倉時代中期の時宗歓喜光寺の僧。

## 略歴
時宗開祖一遍の弟子。一説には伊予国の領主河野氏の出身で、一遍の弟または甥という。正応4年（1291年）、京都六条に八幡善導寺（京都府八幡市）を移転させ六条道場歓喜光寺と号し、時宗十二派中の一つである六条派の祖となった。一遍の十年忌に当たる正安元年（1299年）には『一遍聖絵』12巻を撰し、絵師の法眼円伊に描かせた。『一遍聖絵六條縁起』『一遍上人絵伝』とも呼ばれる。